# Linum phitosianum
Linum phitosianum är en linväxtart som beskrevs av D. Christodoulakis och G. Iatrou. Linum phitosianum ingår i släktet linsläktet, och familjen linväxter. Inga underarter finns listade i Catalogue of Life.